# Simão Mate Junior
Simão Mate Junior, född 23 juni 1988 i Maputo, är en moçambikisk fotbollsspelare som spelar för Vegalta Sendai.
Simão Mate Junior spelade 42 landskamper för det Moçambikiska landslaget.